# Palazzo Arcivescovile (Sienne)
Pour les articles homonymes, voir Palazzo Arcivescovile.
Le Palazzo Arcivescovile est un palais de Sienne. Palais de l'archevêché, il donne sur la Piazza del Duomo à gauche de la façade  de la  cathédrale.

## Architecture
Sa façade date du XVIIIe siècle  et imite le style gothico-siennois du Trecento. Le premier niveau est à bandes de marbres blanc  et noir, l'étage supérieur de brique.